# أليسيا كوزاكوفيتش
أليسيا كوزاكوفيتش (من مواليد 23 مارس 1988) هي شخصية تلفزيونية أمريكية ومتحدثة تحفيزية، ومدافع عن سلامة الإنترنت والمفقودين. كوزاكوفيتش هي مؤسسة لـ مشروع كوزاكوفيتش وهي مجموعة مناصرة تهدف إلى زيادة الوعي حول المحتالين عبر الإنترنت والاختطاف والاستغلال الجنسي للأطفال. وهي أيضًا تحمل الاسم نفسه لـ «قانون أليسيا» والذي يوفر مصدر دخل مخصصًا لجهود إنقاذ الأطفال. عملت مع شبكة تلفزيون نتائج التحقيق لتثقيف الجمهور وإحداث تغيير في قضايا مثل أمان الإنترنت والمفقودين والاتجار بالبشر وتثقيف التوعية بسلامة الأطفال.
في سن الثالثة عشر كانت نتائج التحقيق أول ضحية معروفة لإغراء الإنترنت واختطاف الأطفال التي حظيت باهتمام وسائل الإعلام على نطاق واسع. تم تأريخ قصتها ورسالتها في برنامج أوبرا وينفري شو وجود مورنينج أمريكا ودكتور فيل على شبكات سي إن إن وإم إس إن بي سي وقناة إيه آند إي سيرة ذاتية. وكانت موضوع فيلم وثائقي عن سلامة الإنترنت حائز على جائزة بي بي إس، رسالة أليسيا: أنا هنا لإنقاذ حياتك، بالإضافة إلى قصة أليسيا الحائزة على جائزة إيمي والتي أنتجتها يكفي يكفي. ظهرت في العديد من المنشورات الوطنية والدولية مثل الناس والعالمية.
خاطبت كوزاكيفيتش الكونجرس بشأن مسألة أمان الإنترنت للأطفال والتمويل الفيدرالي لإنقاذ الأطفال.